# Daniel Radcliffe
Daniel Jacob Radcliffe (Fulham, Inglaterra, 23 de julio de 1989) es un actor británico, principalmente conocido por haber protagonizado la saga cinematográfica de Harry Potter. Fundamentalmente por ello, ha recaudado una fortuna de 23 millones de libras esterlinas (algo más de 27 millones de euros), parte de la cual ha destinado a organizaciones benéficas.

Sus comienzos profesionales se remontan a 1999, cuando actuó en el telefilme David Copperfield, adaptación de la novela homónima de Charles Dickens. Posteriormente, debutó con El sastre de Panamá (2001) y apareció en otras películas como en la independiente December Boys y la televisiva My Boy Jack. En 2007 protagonizó la obra de teatro Equus, del dramaturgo Peter Shaffer, en la que interpretaba al perturbado Alan Strang. Recibió críticas elogiosas, tanto en Inglaterra como en los Estados Unidos, además de varios premios y distinciones. Por otra parte, ha manifestado su ilusión por ser guionista o director. También ha mencionado su inclinación por la música, aunque ha decidido dedicarse de lleno a la actuación. En marzo de 2011, Radcliffe volvió a los escenarios de Nueva York con el musical How to Succeed in Business Without Really Trying y en 2012 se estrenó The Woman in Black.
Radcliffe ha vivido desde sus primeros años en el distrito de Fulham, al oeste de Kensington y Chelsea; de hecho, el actor se ha confesado fanático del equipo de fútbol originario de esa zona, el Fulham Football Club.

## Primeros años
Radcliffe nació en el oeste de Londres, Inglaterra. Él es el único hijo de Alan George Radcliffe, un agente literario, y Marcia Jeannine Gresham (nacida Marcia Gresham Jacobson), una agente de casting que participó en varias películas para la BBC, incluyendo The Inspector Lynley Mysteries y Walk Away and I Stumble. Su padre es de «una clase muy trabajadora» de origen protestante en Banbridge, Condado de Down, Irlanda del Norte. Su madre es judía; nació en Sudáfrica y creció en Westcliff-on-Sea, Essex. Su familia había venido originalmente de Polonia y Rusia. Los padres de Radcliffe, al igual que él, fueron actores cuando eran niños.
Durante su infancia, el actor luchó contra la dispraxia, una condición médica que causa problemas de coordinación psicomotriz. El mismo Radcliffe ha declarado que la actuación le ayudó a superar este problema.

## Carrera cinematográfica
Radcliffe expresó su deseo de actuar a la edad de cinco años y seis meses; sin embargo, su carrera profesional no comenzó hasta los 10 años, aunque ya había actuado en algunas obras escolares y solía representar escenas de las películas de James Bond. A los 9 años le llegó la oportunidad de encauzar su vocación por las artes dramáticas ya que un agente de casting amigo de su familia sugirió que audicionara para un papel en televisión; Daniel, con el permiso de sus padres, decidió asumir el reto ya que no era un estudiante destacado ni estaba demasiado interesado en la escuela. Tras cinco audiciones consiguió el papel y en diciembre de 1999 hizo su debut en el telefilme David Copperfield para la cadena televisiva BBC; allí, Radcliffe dio vida al protagonista en su etapa infantil. La película –dividida en dos partes– contó con la participación de Maggie Smith e Imelda Staunton, conocidas intérpretes británicas con las cuales luego trabajaría en la saga Harry Potter. La productora del proyecto, Kate Harwood, declaró sentirse sorprendida y explicó por qué: 

Posee una particular naturalidad e inocencia. La cámara lo adora.
Kate Harwood

Su siguiente trabajo llegó en 2000 con El sastre de Panamá, donde interpretó a Mark, el hijo mayor del matrimonio al que dan vida Geoffrey Rush y Jamie Lee Curtis. Durante el rodaje de ese pequeño papel, Curtis se enteró de que la película Harry Potter y la piedra filosofal se hallaba en etapa de preproducción y animó al muchacho a presentarse a las audiciones. Sus padres pensaron que sería un proceso demasiado duro y frustrante en caso de fracasar, así que no se lo permitieron. Aun así, el productor del proyecto cinematográfico, David Heyman, lo vio en un vestíbulo durante la representación de la obra Stones in His Pockets en Londres. Durante el descanso se acercó a hablar con el niño y su padre –a quien ya conocía– e insistió en que el muchacho se presentara a las audiciones; ante la renuencia de los padres, Heyman prometió al matrimonio que protegería al chico del acoso de los medios en caso de que fuera elegido. En agosto de 2000 –después de varias audiciones por las que pasaron cerca de cuarenta mil aspirantes– Radcliffe consiguió el papel protagónico en el largometraje dirigido por Chris Columbus. J. K. Rowling, autora de las novelas en que se basan las películas, declaró sentirse contenta por la elección del joven: «Luego de ver la prueba de cámara de Dan Radcliffe no puedo pensar que hubiesen encontrado un mejor Harry para tal película».

### La saga deHarry Potter

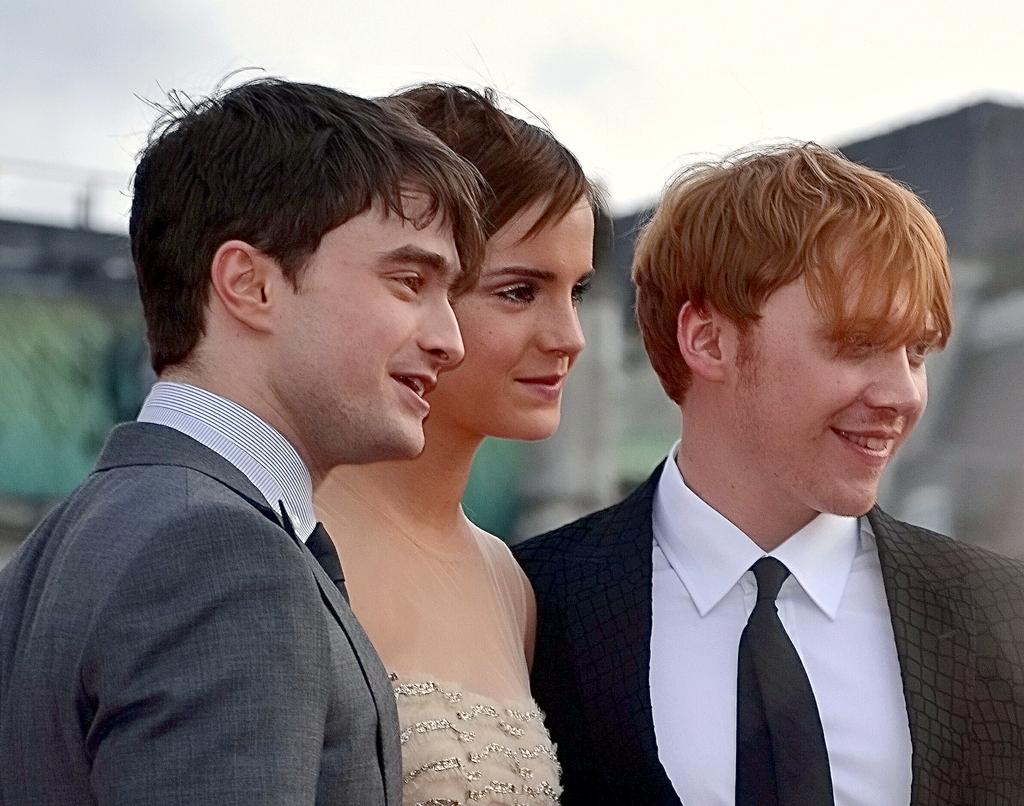
Daniel con Emma Watson y Rupert Grint en Londres en el estreno de Harry Potter y las Reliquias de la Muerte: parte 2.

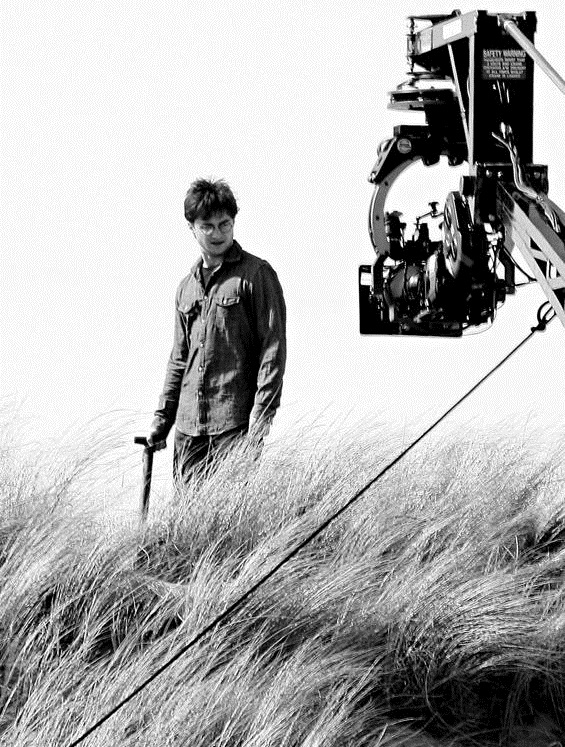
El actor durante el rodaje de Harry Potter y las Reliquias de la Muerte.

Desde que se anunció su participación en la serie cinematográfica, Radcliffe ha participado en todas las adaptaciones de las novelas de J. K. Rowling, siendo las dos primeras Harry Potter y la piedra filosofal (2001, Chris Columbus) y Harry Potter y la cámara secreta (2002, Chris Columbus). En esta segunda película, su sueldo aumentó de las 250 mil libras que cobró por la primera cinta a los 3 millones de dólares de la segunda. Con respecto a su experiencia en el rodaje de estos primeros episodios, el actor contó que él y sus compañeros se sentían como niños en un parque temático ya que jugaban en los decorados y hacían bromas pesadas al resto del equipo. Al llegar la tercera cinta se produjo un cambio en la dirección y comenzaron los rumores sobre el posible reemplazo de Radcliffe y los coprotagonistas, Rupert Grint y Emma Watson, debido a su avanzada edad.
Harry Potter y el prisionero de Azkaban (2004) puso al actor bajo las órdenes del realizador mexicano Alfonso Cuarón, con quien manifestó sentirse a gusto trabajando ya que lo ayudó a expresar en su actuación la transición que sus personajes experimentaban; para lograrlo, el nuevo director le indicó que viera la película Los 400 golpes de François Truffaut y que escuchara música de bandas como Sex Pistols ya que eso le ayudaría a exteriorizar el estado de rebeldía que Harry experimentaba en su paso a la adolescencia. Además, esta cinta le permitió trabajar con el actor Gary Oldman, uno de sus intérpretes favoritos.
Harry Potter y el cáliz de fuego (2005, Mike Newell) fue su siguiente participación en la serie, entrega en la cual su personaje se veía inmerso de lleno en los problemas de la adolescencia al mismo tiempo que se enfrentaba a la resurrección de su enemigo y a la muerte de un compañero de escuela. Poco tiempo después de estrenarse el cuarto largometraje, Radcliffe comunicó sus sospechas sobre la posible muerte de su personaje. En repetidas ocasiones a lo largo de los años el actor reafirmó sus suposiciones agregando que deseaba interpretar una escena donde el personaje muriese.
Harry Potter y la Orden del Fénix (2007, David Yates) es, según declaraciones del actor, su película favorita por varias razones, entre ellas por haber trabajado con Yates, por las exigencias actorales que supuso el proyecto y por el elenco con el cual compartió pantalla. «Cualquier escena junto a Imelda Staunton y Gary Oldman ha sido increíble, sólo por el hecho de que es brillante trabajar junto a ellos» declaró el actor. Su interpretación recibió algunos comentarios elogiosos que destacaron su maduración como actor frente a sus anteriores trabajos.
En marzo de 2007 Daniel confirmó su participación en las restantes adaptaciones, Harry Potter y el misterio del príncipe –estrenada en julio de 2009– y Harry Potter y las Reliquias de la Muerte, cuya primera parte se estrenó el 19 de noviembre de 2010 a nivel mundial, mientras que la segunda entrega lo hizo el 15 de julio de 2011, todas ellas bajo la dirección de David Yates.
En 2022 participó en el primer reencuentro oficial de la saga titulado "Harry Potter 20 aniversario: Regreso a Hogwarts" junto con sus compañeros de reparto, diez años después del estreno de la última película de la saga.

### Teatro

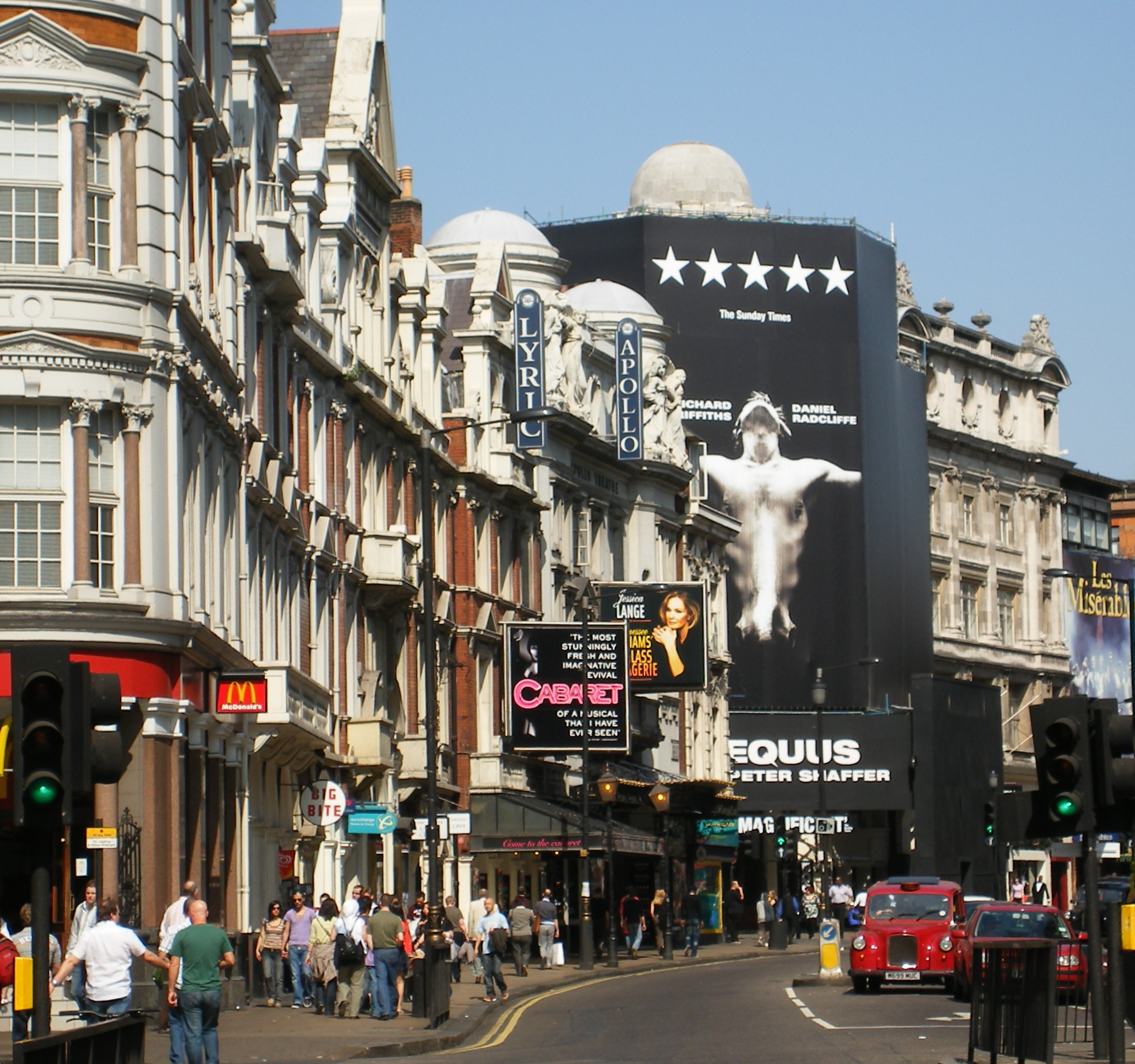
Teatro Gielgud, donde se estrenó la obra.

En diciembre de 2002, Daniel Radcliffe recibió una invitación para participar como invitado en la obra The Play What I Wrote, que se llevó a cabo en un teatro del distrito de West End y que fue dirigida por Kenneth Branagh.
En 28 de julio de 2006, bajo fuertes rumores, la publicista de Radcliffe confirmó la participación del actor en la obra de teatro Equus, de Peter Shaffer; su personaje sería Alan Stang, un chico que acaba en un psiquiátrico después de herir a seis caballos. La pieza, un oscuro drama psicológico sobre la pasión y el poder castrador que la sociedad ejerce sobre un individuo en desarrollo, había causado algo de revuelo en su estreno de 1973 por su temática y sus escenas impactantes. Según algunos tabloides ingleses, la elección de este papel causó numerosas críticas de los padres de los seguidores de Harry Potter, en especial cuando se hicieron públicas las primeras fotografías promocionales de la obra en las que Daniel aparecía semidesnudo con la actriz Joanna Christie; además, otras exigencias del libreto como el tener que fumar, insultar y hacer un desnudo frontal también espolearon las opiniones negativas. No obstante, tanto la publicista de Radcliffe como el actor declararon que la elección del papel no fue hecha para alejarse del personaje de Harry Potter sino para expandir la carrera del actor. El intérprete hizo la siguiente declaración respecto de su nuevo papel:

Esto es un sueño hecho realidad. Alan Strang es un personaje increíblemente complejo y oscuro, y me siento honrado de que se me haya encargado interpretarlo, además de trabajar junto a Thea Sharrock y Richard Griffiths.

La obra se estrenó el 27 de febrero de 2007. La misma terminó recaudando 2 millones de libras y debió extender sus funciones dos semanas más de lo acordado, hasta el 9 de junio del 2007. El actor recibió numerosas críticas positivas por este trabajo y, a pesar de rumores difundidos por el tabloide Daily Mail sobre el descontento de Warner Bros –productora de las películas de Harry Potter–, Radcliffe no fue desvinculado del papel que lo hizo famoso, recibiendo el apoyo de la productora en este emprendimiento.
Debido al éxito de la puesta en Londres, la producción decidió trasladar la obra a Broadway, Nueva York; la misma que se estrenó el 25 de septiembre de 2008. Radcliffe declaró sentirse nervioso por repetir el papel en Broadway, ya que en su opinión el público neoyorquino es más perspicaz que el londinense. La obra, que estuvo en cartel hasta el 8 de febrero de 2009, recibió una buena acogida por parte de la crítica norteamericana destacando las interpretaciones de Richard Griffiths y Radcliffe.
Tiempo después, el actor manifestó sus deseos de volver a trabajar en Broadway y declaró que estaba tomando clases de canto para una posible obra musical. En octubre de 2009 se confirmó que Radcliffe aparecería en la obra How to Succeed in Business Without Really Trying, interpretando a un limpiaventanas que acaba dirigiendo una importante empresa.
En el año 2013. Radcliffe volvió al teatro con la comedia obscura The Cripple of Inishmaan, de Martin McDonagh, interpretando al personaje "Cripple" Billy Claven. 
A principios de 2022, Radcliffe regresó al teatro actuando en la reposición del New York Theatre Workshop del musical de Stephen Sondheim, Merrily We Roll Along  interpretando a Charley Kringas. Protagonizó junto a Jonathan Groff y Lindsay Méndez. La reposición comenzó el 21 de noviembre de 2022 y se inauguró el 12 de diciembre de 2022. La producción tuvo un compromiso limitado hasta el 8 de enero de 2023, antes de transferirse a una presentación aclamada por la crítica en Broadway. Por su actuación, en 2024, Radcliffe ganó su primer premio Tony al mejor actor de reparto en un musical.

### Televisión

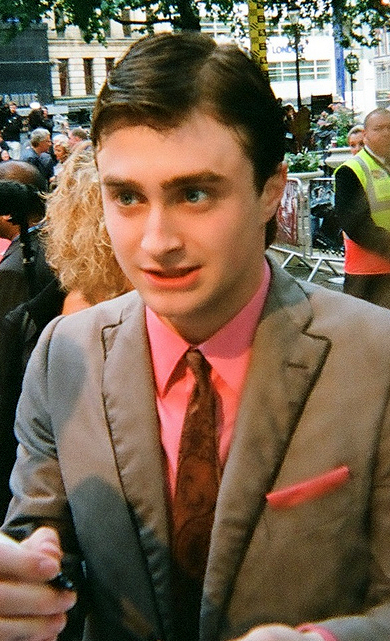
Daniel Radcliffe en el estreno de Harry Potter y el misterio del príncipe.

En el año 2006, Radcliffe apareció en un episodio de la segunda temporada de Extras, una comedia televisiva en que aparecen regularmente invitados famosos interpretando parodias de sí mismos. En su paso por la serie, Radcliffe jugó con la típica imagen del niño estrella malcriado y construyó una caricatura de sí mismo, retratándose como un adolescente obsesionado tanto con los cigarros como con el sexo. Uno de los gags del episodio lo mostró jugando con un preservativo que terminó sobre la cabeza de la actriz Diana Rigg.
Su siguiente trabajo para la televisión inglesa se produjo en 2007, cuando filmó el drama My Boy Jack para ITV. El telefilme se estrenó en Gran Bretaña el domingo 11 de noviembre de 2007, fecha del Remembrance Day o Día del Armisticio, y el 19 de noviembre de 2007 fue comercializada en formato DVD; por otro lado, la película se estrenó en las pantallas de Estados Unidos el 20 de abril de 2008. En la película, Radcliffe interpretó a John Kipling –alias Jack–, quien fuera el hijo del escritor Rudyard Kipling. Según la película, el personaje se enlistó y combatió en la Primera Guerra Mundial para hacer su propio camino y separarse de la fama de su padre, pero terminó desapareciendo en las trincheras durante una batalla. Para el actor hubo un especial interés tanto por el período histórico en que transcurre la película como por el personaje y los paralelos de su biografía con la situación de los combatientes en Irak.
En el Reino Unido, tanto los periódicos The Daily Telegraph como The Independent elogiaron la realización del telefilme y las interpretaciones. La película no fue bien acogida por The New York Times en su transmisión por las pantallas norteamericanas; sin embargo, en otros medios del mismo país las críticas fueron favorables. En Entertainment Weekly, por ejemplo, se escribió que

Un Radcliffe desgarradoramente joven y esquelético da vida a Jack, retratándolo como un muchacho que se muestra trágicamente ansioso de probar su hombría. […] Se trata de una actuación sutil y sin fisuras; más allá de los lentes y de la sonrisa desvergonzada, Radcliffe nunca evoca a Harry Potter.
Gillian Flynn

En Variety, el crítico Brian Lowry escribió:

No es exactamente Equus, pero la maduración actoral de Daniel Radcliffe en este rol de joven adulto es razón suficiente para ver esta conmovedora y espléndida producción del ciclo Masterpiece. [...][la película] demuestra que para Radcliffe hay vida después de Harry Potter.
Brian Lowry

### Otros papeles

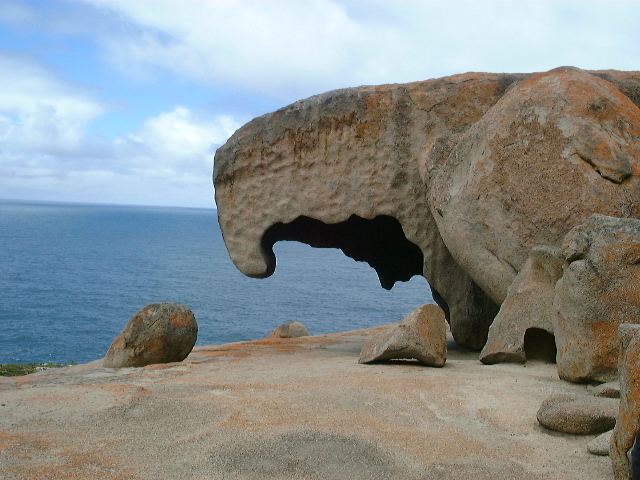
December Boys fue filmada en localizaciones costeras de Australia.

Entre el rodaje de la cuarta y quinta película de Harry Potter, Radcliffe decidió trasladarse a Australia para filmar una película independiente, December Boys, del realizador australiano Rod Hardy. El anuncio del nuevo proyecto se hizo oficial el 15 de junio de 2005, mismo año en que comenzó el rodaje. En la película, el actor interpretó a Maps, uno de los cuatro huérfanos que viajaban a la costa australiana durante el período de vacaciones. Allí, el muchacho se encuentra con Lucy –Teresa Palmer–, la chica que se convierte en su objeto de deseo. En su opinión, el personaje no era el prototipo de adolescente rebelde y ante las comparaciones entre el huérfano de esta película y el que concibió J. K. Rowling en sus novelas, el actor declaró que «Harry es de protestar mucho más mientras que Maps no tiene mucho contra lo cual despotricar, excepto él mismo».
Warner Bros Independent renombró la cinta como Un verano para toda la vida para su distribución en algunos países de Latinoamérica. El rodaje de la cinta se realizó en seis semanas y costó sólo 4 millones de dólares; para poder desempeñar su papel, Radcliffe tuvo que aprender el acento australiano. Sin embargo, la película tuvo una acogida dispar, al igual que el trabajo del actor.
En 2012 interpretó a Arthur Kipps en la película The Woman in Black, un remake de la película homónima de 1989 a su vez, basado en una novela de Susan Hill.

## Vida personal

### Estudios e intereses

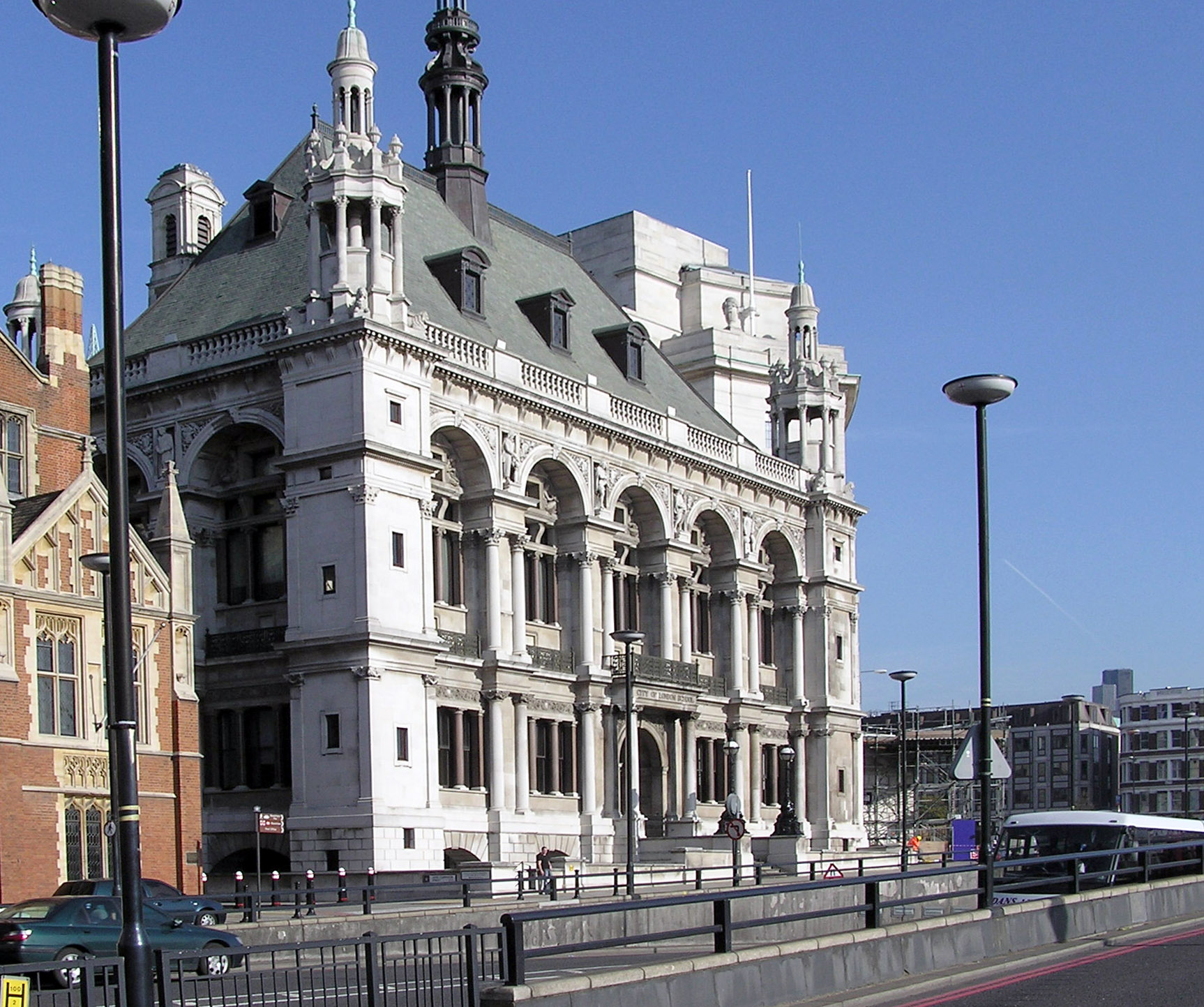
Escuela de Londres.

Daniel Radcliffe realizó sus estudios primarios en la Sussex House School, un colegio privado en Chelsea. Allí dio sus primeros pasos en la actuación ya que formó parte del elenco de un par de obras escolares; posteriormente, el actor continuó sus estudios en la Escuela de Londres, a la cual regresaba con regularidad entre filmaciones. Allí se presentó para rendir sus exámenes Advanced Level (que proporcionan un título equivalente al de Bachiller) en Literatura inglesa, Religión y Filosofía e Historia en el año 2006. El actor declaró que prefiere la educación personalizada con un tutor y que no tiene pensado continuar con sus estudios a nivel universitario.
Radcliffe ha mencionado en repetidas ocasiones su fascinación por la obra del poeta romántico John Keats, cuya teoría de la capacidad negativa considera muy útil para su trabajo como actor; también nombró entre sus autores favoritos a Ernest Hemingway, Hunter S. Thompson y P. G. Wodehouse. En 2009 se supo que el actor había publicado algunos poemas en la revista Rubbish, una publicación inglesa de poca difusión. Los mismos habían sido publicados en el año 2007 bajo el seudónimo de Jacob Gershon.
Por otra parte ha demostrado interés en las artes plásticas, en especial en las acuarelas y en las obras de Jackson Pollock. Otro de sus intereses es la música; en este ámbito, ha manifestado su gusto por artistas como Vampire Weekend, Laura Marling, The Libertines, The Wombats, Beirut y The Mars Volta, y por el álbum The Black Parade de My Chemical Romance. En su momento quiso formar una banda de punk rock y tomó clases de bajo, pero luego decidió dedicarse de lleno a la actuación. En una entrevista contó que el actor Gary Oldman había contribuido a su interés por el instrumento enseñándole algunas canciones con el bajo.

### Relación con la prensa
La relación del actor con la prensa siempre ha sido respetuosa y cordial, aunque reconoce que los paparazzi y el asedio periodístico le incomodan. Diego Lerer, a propósito de su entrevista para el periódico argentino Diario Clarín, escribió:

Allí donde Emma Watson es tímida y correcta, y Rupert Grint es callado, algo irónico y distante, Daniel es un torrente de palabras. No para de hablar, de moverse ni de hacer gestos.
Diego Lerer

Durante 2005 la prensa inglesa se hizo eco de los rumores de un posible romance entre el actor –por ese entonces de 16 años– y Amy Byrne, maquilladora siete años mayor que él; no obstante, tanto Radcliffe como su publicista negaron las versiones. El actor comentó por aquel entonces que no disponía del tiempo suficiente para tener una relación estable. En 2007, no obstante, se confirmó que el actor salía con la actriz Laura O’Toole, compañera suya en la obra Equus; la actriz era la sustituta de Joanna Christie en el papel de Jill Mason, por lo que apenas tuvieron oportunidad de compartir escena. Según la prensa, la pareja se había separado a principios de 2008, pero el actor confirmó que en realidad nunca se habían separado.
En los últimos tiempos, Radcliffe ha hablado con la prensa de sus convicciones políticas, de su actitud frente a la fama y sobre la dispraxia, una enfermedad que afecta levemente su coordinación. Se reconoce como republicano –«en el sentido británico del término»– y no ve con buenos ojos a la monarquía británica. También declaró sentirse orgulloso de haber estado en los Estados Unidos durante el período electoral de 2008 y manifestó su apoyo por el presidente electo Barack Obama. Con respecto a la diferencia de crecer como niño actor en Estados Unidos y en Inglaterra, el actor opina que la misma radica en que el sistema de producción de Hollywood suele pasar por alto que trabaja con niños antes que con estrellas de cine, cosa que para el actor no ocurrió en la producción de Harry Potter ni es común en las producciones inglesas en general.

### Caridad y colaboraciones

John Keats es el poeta favorito del actor.

El actor ha colaborado con diversas causas a lo largo de su carrera. Una de las organizaciones caritativas con la que colabora con mayor frecuencia es la Demelza House, la cual ayuda a niños con diversas enfermedades que dificultan sus vidas. En 2009, por ejemplo, autografió una caricatura suya para una subasta y donó las ganancias a la organización. También ha realizado donativos y ha apoyado a la organización Get Connected (que ayuda a jóvenes en situaciones de riesgo) y a The Trevor Project, que busca prevenir el suicidio de las personas pertenecientes a minorías sexuales.
El actor colaboró con la muestra Respectacles Project, que formó parte de las actividades en torno al Día Nacional del Holocausto llevadas a cabo el 27 de enero de 2008. Radcliffe donó los primeros lentes que utilizó en la filmación de las películas de Harry Potter para la muestra que se llevó a cabo en el Ayuntamiento de la ciudad de Liverpool.
Ese mismo año, Radcliffe –junto al elenco de Equus– participó en la Gypsy of the Year Contest, una competición en la que participaban diferentes compañías teatrales de Broadway para recaudar fondos. Para dicha ocasión, el actor escribió una canción llamada «The Love That Dare Not Speak Its Neigh» que parodiaba la trama de la obra y participó de la puesta en escena del número musical. Además, el actor donó los jeans autografiados que usaba en la obra para una subasta de la organización Broadway Cares/Equity Fights AIDS, la cual recauda fondos para la lucha contra el sida; en la subasta, la prenda consiguió recaudar 620 euros.

### Fortuna y reconocimientos

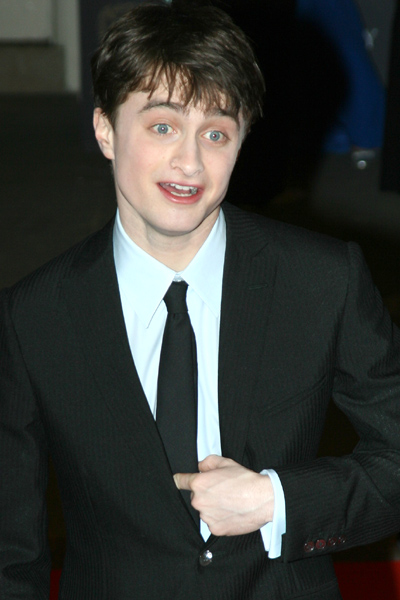
El actor en la entrega de los premios BAFTA 2008.

La fortuna que le ha proporcionado su trabajo en cine ha hecho que Radcliffe figure a menudo en las listas de los jóvenes con mayor fortuna; esto ocurrió, por ejemplo, en 2005 cuando el sitio web ABC Money publicó que la fortuna del actor era de 10 millones de libras esterlinas. En la actualización del 2009, el sitio web del periódico The Times publicó que la fortuna de Radcliffe ascendía a los 30 millones de libras. Sin embargo el actor ha declarado que no planea despilfarrar su fortuna ya que las cosas que suele comprar no exceden el precio de un libro o un CD.
A los dieciséis años se convirtió en la persona más joven en poseer un retrato en la National Portrait Gallery sin pertenecer a la familia real. El 13 de abril de 2006, su retrato –dibujado por Stuart Pearson Wright cuando el actor tenía catorce años– se dio a conocer como parte de la nueva exposición de apertura en el Royal National Theatre londinense y luego se trasladó a la National Portrait Gallery, en donde permanece actualmente. En 2009, se realizó una caricatura del actor que fue colocada en el famoso restaurante Sardi’s de Nueva York.
El 9 de julio de 2007, Radcliffe y sus compañeros del elenco de Harry Potter (Rupert Grint y Emma Watson), posaron delante del Grauman's Chinese Theatre de Hollywood, Estados Unidos. En ese mismo país, el actor fue invitado para presentar un premio Tony en la edición del año 2008.

### Con Erin Darke
Desde el 2012 mantiene una relación con la actriz Erin Darke, a quien conoció en el set de la película Kill Your Darlings. En marzo del 2023 se confirmó que estaban esperando su primer hijo. Su nacimiento se confirmó al mes siguiente.

## Principales premios y nominaciones
| \| Año \| Premio \| Categoría \| Película / Obra \| Resultado \| \| ---- \| ---------------------------------------------------------------- \| ------------------------------------------------------------------------- \| -------------------------------------------------- \| ---------------------------------------------- \| \| 2016 \| Festival de Cine de Sitges[100] \| Mejor Actor \| Swiss Army Man \| Ganador \| \| 2014 \| Canadian Screen Awards[100] \| Performance by an actor in a leading role \| The F-Word \| Nominado \| \| 2014 \| Whats On Stage[100] \| Mejor Actor en una Obra de Tetro \| The Cripple of Inishmaan \| Nominado \| \| 2013 \| Broadway Word West End[100] \| Mejor actor principal \| The Cripple Of Inishmaan \| Ganador \| \| 2013 \| Glamour Awards[100] \| Hombre del Año \| N/A \| Ganador \| \| 2013 \| Jameson Empire Awards 2013[100] \| Empire Hero Award \| N/A \| Ganador \| \| 2013 \| Attitude Awards 2013[100] \| Best Actor \| Kill Your Darlings \| Ganador \| \| 2012 \| Grammy Awards[100] \| Mejor Álbum de Teatro Musical \| How To Succeed In Business Without Really Trying \| Nominado \| \| 2012 \| Kids Choice Awards 2012[100] \| Mejor Actor de Película \| Harry Potter y las Reliquias de la Muerte: parte 2 \| Nominado[101] \| \| 2012 \| MTV Movie Awards[100] \| Mejor presentación Masculina \| Harry Potter y las Reliquias de la Muerte: parte 2 \| Nominado \| \| 2011 \| Teen Choice Awards \| Mejor Actor de verano \| Harry Potter y las Reliquias de la Muerte: parte 2 \| Ganador[101] \| \| 2011 \| Teen Choice Awards[100] \| Mejor actor de ciencia ficción \| Harry Potter y las Reliquias de la Muerte: parte 1 \| Nominado[101] \| \| 2011 \| Teen Choice Awards[100] \| Mejor beso de película-junto a Emma Watson \| Harry Potter y las Reliquias de la Muerte: parte 1 \| Ganador[101] \| \| 2011 \| Broadway Audience Awards[102] \| Mejor Actor en un Musical Mejor Dúo Interpretativo (con John Larroquette) \| How To Succeed In Business Without Really Trying \| Ganador \| \| 2011 \| Broadway World Awards[103] \| Mejor Actor Principal en un Musical \| How To Succeed In Business Without Really Trying \| Ganador \| \| \| Critics Circle Awards[104] \| Actor Sobresaliente en un Musical \| How To Succeed In Business Without Really Trying \| Nominado \| \| \| Freddie Astaire Awards[105] \| Mejor bailarín \| How To Succeed In Business Without Really Trying \| Nominado \| \| \| Drama Desk Award[106] \| Actor Sobresaliente en un Musical \| How To Succeed In Business Without Really Trying \| Nominado \| \| 2009 \| Drama Desk Award \| Actor Sobresaliente en una Obra de Teatro \| Equus \| Nominado \| \| 2008 \| Premio del sitio Web Broadway.com[107] \| Estrella del Año \| \| Ganador \| \| 2008 \| Saturn Awards[108] \| Mejor interpretación juvenil \| Harry Potter y la Orden del Fénix \| Nominado \| \| 2008 \| Empire Awards[108] \| Mejor actor \| Harry Potter y la Orden del Fénix \| Nominado \| \| 2008 \| Empire Awards[108] \| Mejor actor \| Harry Potter y la Orden del Fénix \| Nominado \| \| 2008 \| Shanghái International TV Festival[108] \| Mejor interpretación de un actor \| My Boy Jack \| Nominado \| \| 2008 \| Theatregoers' Choice Award[109] \| Mejor actor revelación \| Equus \| Ganador \| \| 2007 \| National Movie Awards[108] \| Mejor interpretación masculina \| Harry Potter y la Orden del Fénix \| Ganador \| \| 2006 \| SyFy Portal Genre Awards[100] \| Mejor actor \| Harry Potter y el cáliz de fuego \| Ganador \| \| 2006 \| Gold Otto Award (Bravo Magazine)[100] \| Estrella de cine masculina \| Harry Potter y el cáliz de fuego \| Ganador \| \| 2006 \| Critics' Choice Awards[108] \| Mejor actor juvenil \| Harry Potter y el cáliz de fuego \| Nominado \| \| 2006 \| Saturn Awards[108] \| Mejor actor juvenil \| Harry Potter y el cáliz de fuego \| Nominado \| \| 2006 \| MTV Movie Awards[108] \| Mejor héroe Mejor conjunto interpretativo \| Harry Potter y el cáliz de fuego \| Nominado \| \| 2005 \| SyFy Portal Genre Awards[100] \| Mejor actor juvenil \| Harry Potter y el prisionero de Azkaban \| Ganador \| \| 2005 \| Saturn Awards[108] \| Mejor interpretación juvenil \| Harry Potter y el prisionero de Azkaban \| Nominado \| \| 2005 \| Silver Otto Award (Bravo Magazine)[100] \| Mejor actor \| Harry Potter y el prisionero de Azkaban \| Nominado \| \| 2005 \| Critics' Choice Awards[108] \| Mejor actor juvenil \| Harry Potter y el prisionero de Azkaban \| Nominado \| \| 2004 \| Nickelodeon Kids' Choice Awards[100] \| Talento del año \| Harry Potter y el prisionero de Azkaban \| Ganador \| \| 2004 \| ITV Celebrity Awards[100] \| Mejor estrella de cine \| Harry Potter y el prisionero de Azkaban \| Ganador \| \| 2003 \| American Moviegoer Awards[100] \| Mejor escena (Lucha contra el basilisco) \| Harry Potter y la cámara secreta \| Nominado \| \| 2003 \| Silver Otto Award (Bravo Magazine)[100] \| Mejor actor \| Harry Potter y la cámara secreta \| Nominado \| \| 2003 \| SyFy Portal Genre Awards[100] \| Mejor actor juvenil \| Harry Potter y la cámara secreta \| Ganador \| \| 2003 \| Saturn Awards[108] \| Mejor interpretación juvenil \| Harry Potter y la cámara secreta \| Ganador \| \| 2003 \| Premio Phoenix Film Critics Society[108] \| Mejor elenco \| Harry Potter y la cámara secreta \| Nominado \| \| 2003 \| Roadshow Cinema Grand Prix Awards[100] \| Mejor actor \| Harry Potter y la cámara secreta \| Ganador \| \| 2002 \| Premio Phoenix Film Critics Society[100][108] \| Mejor actor nuevo \| Harry Potter y la piedra filosofal \| Nominado \| \| 2002 \| Critics Choice Award[108] \| Mejor actor juvenil \| Harry Potter y la piedra filosofal \| Nominado \| \| 2002 \| Premio Saturn Awards[108] \| Mejor interpretación juvenil masculina \| Harry Potter y la piedra filosofal \| Nominado \| \| 2002 \| Premio MTV Movie Awards[108] \| Mejor interpretación masculina \| Harry Potter y la piedra filosofal \| Nominado \| \| 2002 \| Sir James Carreras Award (Variety Club Showbusiness Awards)[100] \| Revelación \| Harry Potter y la piedra filosofal \| Ganador \| \| 2002 \| Empire Awards[108] \| Mejor debut \| Harry Potter y la piedra filosofal \| Nominado junto con Emma Watson y Rupert Grint) \| \| 2002 \| Internet Movie Awards[100] \| Interpretación sobresaliente \| Harry Potter y la piedra filosofal \| Nominado \| \| 2002 \| American Moviegoer Award[100] \| Mejor interpretación \| Harry Potter y la piedra filosofal \| Nominado \| \| 2002 \| Young Artist Awards[100] \| Mejor protagónico juvenil Mejor conjunto interpretativo \| Harry Potter y la piedra filosofal \| Nominado \| \| 2002 \| Time for Kids Online Awards[100] \| Persona del año \| \| Ganador \| \| \| Silver Bravo Otto Award[100] \| Mejor Actor \| Harry Potter y la piedra filosofal \| Ganador \| \| 2001 \| Golden Apple[100] \| Revelación masculina juvenil \| Harry Potter y la piedra filosofal \| Ganador \| \| 2001 \| Hollywood Women's Press Club[100] \| Revelación masculina juvenil \| Harry Potter y la piedra filosofal \| Ganador \| |                                                             |                                                                           |                                                    |                                                |
| Año | Premio                                                      | Categoría                                                                 | Película / Obra                                    | Resultado                                      |
| 2016 | Festival de Cine de Sitges                                  | Mejor Actor                                                               | Swiss Army Man                                     | Ganador                                        |
| 2014 | Canadian Screen Awards                                      | Performance by an actor in a leading role                                 | The F-Word                                         | Nominado                                       |
| 2014 | Whats On Stage                                              | Mejor Actor en una Obra de Tetro                                          | The Cripple of Inishmaan                           | Nominado                                       |
| 2013 | Broadway Word West End                                      | Mejor actor principal                                                     | The Cripple Of Inishmaan                           | Ganador                                        |
| 2013 | Glamour Awards                                              | Hombre del Año                                                            | N/A                                                | Ganador                                        |
| 2013 | Jameson Empire Awards 2013                                  | Empire Hero Award                                                         | N/A                                                | Ganador                                        |
| 2013 | Attitude Awards 2013                                        | Best Actor                                                                | Kill Your Darlings                                 | Ganador                                        |
| 2012 | Grammy Awards                                               | Mejor Álbum de Teatro Musical                                             | How To Succeed In Business Without Really Trying   | Nominado                                       |
| 2012 | Kids Choice Awards 2012                                     | Mejor Actor de Película                                                   | Harry Potter y las Reliquias de la Muerte: parte 2 | Nominado                                       |
| 2012 | MTV Movie Awards                                            | Mejor presentación Masculina                                              | Harry Potter y las Reliquias de la Muerte: parte 2 | Nominado                                       |
| 2011 | Teen Choice Awards                                          | Mejor Actor de verano                                                     | Harry Potter y las Reliquias de la Muerte: parte 2 | Ganador                                        |
| 2011 | Teen Choice Awards                                          | Mejor actor de ciencia ficción                                            | Harry Potter y las Reliquias de la Muerte: parte 1 | Nominado                                       |
| 2011 | Teen Choice Awards                                          | Mejor beso de película-junto a Emma Watson                                | Harry Potter y las Reliquias de la Muerte: parte 1 | Ganador                                        |
| 2011 | Broadway Audience Awards                                    | Mejor Actor en un Musical Mejor Dúo Interpretativo (con John Larroquette) | How To Succeed In Business Without Really Trying   | Ganador                                        |
| 2011 | Broadway World Awards                                       | Mejor Actor Principal en un Musical                                       | How To Succeed In Business Without Really Trying   | Ganador                                        |
| | Critics Circle Awards                                       | Actor Sobresaliente en un Musical                                         | How To Succeed In Business Without Really Trying   | Nominado                                       |
| | Freddie Astaire Awards                                      | Mejor bailarín                                                            | How To Succeed In Business Without Really Trying   | Nominado                                       |
| | Drama Desk Award                                            | Actor Sobresaliente en un Musical                                         | How To Succeed In Business Without Really Trying   | Nominado                                       |
| 2009 | Drama Desk Award                                            | Actor Sobresaliente en una Obra de Teatro                                 | Equus                                              | Nominado                                       |
| 2008 | Premio del sitio Web Broadway.com                           | Estrella del Año                                                          |                                                    | Ganador                                        |
| 2008 | Saturn Awards                                               | Mejor interpretación juvenil                                              | Harry Potter y la Orden del Fénix                  | Nominado                                       |
| 2008 | Empire Awards                                               | Mejor actor                                                               | Harry Potter y la Orden del Fénix                  | Nominado                                       |
| 2008 | Empire Awards                                               | Mejor actor                                                               | Harry Potter y la Orden del Fénix                  | Nominado                                       |
| 2008 | Shanghái International TV Festival                          | Mejor interpretación de un actor                                          | My Boy Jack                                        | Nominado                                       |
| 2008 | Theatregoers' Choice Award                                  | Mejor actor revelación                                                    | Equus                                              | Ganador                                        |
| 2007 | National Movie Awards                                       | Mejor interpretación masculina                                            | Harry Potter y la Orden del Fénix                  | Ganador                                        |
| 2006 | SyFy Portal Genre Awards                                    | Mejor actor                                                               | Harry Potter y el cáliz de fuego                   | Ganador                                        |
| 2006 | Gold Otto Award (Bravo Magazine)                            | Estrella de cine masculina                                                | Harry Potter y el cáliz de fuego                   | Ganador                                        |
| 2006 | Critics' Choice Awards                                      | Mejor actor juvenil                                                       | Harry Potter y el cáliz de fuego                   | Nominado                                       |
| 2006 | Saturn Awards                                               | Mejor actor juvenil                                                       | Harry Potter y el cáliz de fuego                   | Nominado                                       |
| 2006 | MTV Movie Awards                                            | Mejor héroe Mejor conjunto interpretativo                                 | Harry Potter y el cáliz de fuego                   | Nominado                                       |
| 2005 | SyFy Portal Genre Awards                                    | Mejor actor juvenil                                                       | Harry Potter y el prisionero de Azkaban            | Ganador                                        |
| 2005 | Saturn Awards                                               | Mejor interpretación juvenil                                              | Harry Potter y el prisionero de Azkaban            | Nominado                                       |
| 2005 | Silver Otto Award (Bravo Magazine)                          | Mejor actor                                                               | Harry Potter y el prisionero de Azkaban            | Nominado                                       |
| 2005 | Critics' Choice Awards                                      | Mejor actor juvenil                                                       | Harry Potter y el prisionero de Azkaban            | Nominado                                       |
| 2004 | Nickelodeon Kids' Choice Awards                             | Talento del año                                                           | Harry Potter y el prisionero de Azkaban            | Ganador                                        |
| 2004 | ITV Celebrity Awards                                        | Mejor estrella de cine                                                    | Harry Potter y el prisionero de Azkaban            | Ganador                                        |
| 2003 | American Moviegoer Awards                                   | Mejor escena (Lucha contra el basilisco)                                  | Harry Potter y la cámara secreta                   | Nominado                                       |
| 2003 | Silver Otto Award (Bravo Magazine)                          | Mejor actor                                                               | Harry Potter y la cámara secreta                   | Nominado                                       |
| 2003 | SyFy Portal Genre Awards                                    | Mejor actor juvenil                                                       | Harry Potter y la cámara secreta                   | Ganador                                        |
| 2003 | Saturn Awards                                               | Mejor interpretación juvenil                                              | Harry Potter y la cámara secreta                   | Ganador                                        |
| 2003 | Premio Phoenix Film Critics Society                         | Mejor elenco                                                              | Harry Potter y la cámara secreta                   | Nominado                                       |
| 2003 | Roadshow Cinema Grand Prix Awards                           | Mejor actor                                                               | Harry Potter y la cámara secreta                   | Ganador                                        |
| 2002 | Premio Phoenix Film Critics Society                         | Mejor actor nuevo                                                         | Harry Potter y la piedra filosofal                 | Nominado                                       |
| 2002 | Critics Choice Award                                        | Mejor actor juvenil                                                       | Harry Potter y la piedra filosofal                 | Nominado                                       |
| 2002 | Premio Saturn Awards                                        | Mejor interpretación juvenil masculina                                    | Harry Potter y la piedra filosofal                 | Nominado                                       |
| 2002 | Premio MTV Movie Awards                                     | Mejor interpretación masculina                                            | Harry Potter y la piedra filosofal                 | Nominado                                       |
| 2002 | Sir James Carreras Award (Variety Club Showbusiness Awards) | Revelación                                                                | Harry Potter y la piedra filosofal                 | Ganador                                        |
| 2002 | Empire Awards                                               | Mejor debut                                                               | Harry Potter y la piedra filosofal                 | Nominado junto con Emma Watson y Rupert Grint) |
| 2002 | Internet Movie Awards                                       | Interpretación sobresaliente                                              | Harry Potter y la piedra filosofal                 | Nominado                                       |
| 2002 | American Moviegoer Award                                    | Mejor interpretación                                                      | Harry Potter y la piedra filosofal                 | Nominado                                       |
| 2002 | Young Artist Awards                                         | Mejor protagónico juvenil Mejor conjunto interpretativo                   | Harry Potter y la piedra filosofal                 | Nominado                                       |
| 2002 | Time for Kids Online Awards                                 | Persona del año                                                           |                                                    | Ganador                                        |
| | Silver Bravo Otto Award                                     | Mejor Actor                                                               | Harry Potter y la piedra filosofal                 | Ganador                                        |
| 2001 | Golden Apple                                                | Revelación masculina juvenil                                              | Harry Potter y la piedra filosofal                 | Ganador                                        |
| 2001 | Hollywood Women's Press Club                                | Revelación masculina juvenil                                              | Harry Potter y la piedra filosofal                 | Ganador                                        |

## Filmografía

### Cine
| Año  | Título original                               | Título en España                                   | Rol                   | Director                  |
| ---- | --------------------------------------------- | -------------------------------------------------- | --------------------- | ------------------------- |
| 2001 | The Tailor of Panama                          | El sastre de Panamá                                | Mark Pendel           | John Boorman              |
| 2001 | Harry Potter and the Philosopher's Stone      | Harry Potter y la piedra filosofal                 | Harry Potter          | Chris Columbus            |
| 2002 | Harry Potter and the Chamber of Secrets       | Harry Potter y la cámara secreta                   | Harry Potter          | Chris Columbus            |
| 2004 | Harry Potter and the Prisoner of Azkaban      | Harry Potter y el prisionero de Azkaban            | Harry Potter          | Alfonso Cuarón            |
| 2005 | Harry Potter and the Goblet of Fire           | Harry Potter y el cáliz de fuego                   | Harry Potter          | Mike Newell               |
| 2007 | Harry Potter and the Order of the Phoenix     | Harry Potter y la Orden del Fénix                  | Harry Potter          | David Yates               |
| 2007 | December Boys                                 | Los chicos de diciembre                            | Maps                  | Rod Hardy                 |
| 2009 | Harry Potter and the Half-Blood Prince        | Harry Potter y el misterio del príncipe            | Harry Potter          | David Yates               |
| 2010 | Harry Potter and the Deathly Hallows - Part 1 | Harry Potter y las Reliquias de la Muerte: parte 1 | Harry Potter          | David Yates               |
| 2011 | Harry Potter and the Deathly Hallows - Part 2 | Harry Potter y las Reliquias de la Muerte: parte 2 | Harry Potter          | David Yates               |
| 2012 | The Woman in Black                            | La mujer de negro                                  | Arthur Kipps          | James Watkins             |
| 2013 | Kill Your Darlings                            | Amores asesinos                                    | Allen Ginsberg        | John Krokidas             |
| 2014 | What If                                       | Amigos de más                                      | Wallace               | Michael Dowse             |
| 2014 | Horns                                         | Horns                                              | Ignatius «Ig» Perrish | Alexandre Aja             |
| 2015 | Victor Frankenstein                           | Victor Frankenstein                                | Igor                  | Paul McGuigan             |
| 2015 | Trainwreck                                    | Y de repente tú                                    | Paseador de perros    | Judd Apatow               |
| 2016 | Swiss Army Man                                | Swiss Army Man                                     | Manny                 | Dan Kwan Daniel Scheinert |
| 2016 | Now You See Me 2                              | Ahora me ves... 2                                  | Walter Tressler       | Jon M. Chu                |
| 2016 | Imperium                                      | Imperium                                           | Nate Foster           | Daniel Ragussis           |
| 2017 | Jungle                                        | La Jungla                                          | Yossi Ghinsberg       | Greg McLean               |
| 2019 | Playmobil: The Movie                          | Playmobil: La película                             | Rex Dasher            | Lino DiSalvo              |
| 2019 | Guns Akimbo                                   | Guns Akimbo                                        | Miles Lee Harris      | Jason Lei Howden          |
| 2020 | Escape from Pretoria                          | Fuga de Pretoria                                   | Tim Jenkin            | Francis Annan             |
| 2022 | The Lost City                                 | La ciudad perdida                                  | Abigail Fairfax       | Aaron Nee y Adam Nee      |
| 2025 | Now You See Me 3                              | Ahora me ves... 3                                  | Walter Mabry          | Ruben Fleischer           |

### Televisión
| Año       | Título                                            | Personaje                                    | Notas                                               |
| --------- | ------------------------------------------------- | -------------------------------------------- | --------------------------------------------------- |
| 1999      | David Copperfield                                 | David Copperfield (joven)                    | Protagonista, miniserie de TV                       |
| 2006      | Extras                                            | Él mismo/Boy Scout                           | Invitado 1 episodio, serie de TV                    |
| 2007      | My Boy Jack                                       | John Kipling                                 | Elenco principal, película de TV                    |
| 2010—2018 | Los Simpson                                       | Edmund / Diggs / El mismo                    | Invitado 3 episodios, serie de TV FOX               |
| 2012      | Saturday Night Live                               | Él mismo                                     | Invitado 1 episodio, serie de TV                    |
| 2012—2013 | A Young Doctor's Notebook                         | Dr. Vladimir Bomgard (joven)                 | Elenco principal, miniserie de TV (8 episodios)     |
| 2012—2015 | Have I Got News for You                           | El mismo (anfitrión)                         | Invitado 2 episodios, serie de TV                   |
| 2012—2017 | Robot Chicken                                     | Mullet Kid / Thomas the Tank Engine / Gareth | Invitado 2 episodios, serie de TV                   |
| 2015      | The Gamechangers                                  | Sam House                                    | Elenco principal, película de TV BBC Two            |
| 2019—2023 | Miracle Workers                                   | Varios personajes                            | Protagonista, productor ejecutivo                   |
| 2020      | Unbreakable Kimmy Schmidt                         | Príncipe Frederick                           | Especial de TV Netflix                              |
| 2022      | Harry Potter 20th Anniversary: Return to Hogwarts | El mismo                                     | Película documental Max                             |
| 2022      | Rick and Morty                                    | Knight of the Sun                            | Invitado 1 episodio, serie de TV (voz)              |
| 2022      | Profession comédien                               | El mismo                                     | Invitado 1 episodio, programa de TV                 |
| 2023      | Digman!                                           | Sebastian Lines                              | Invitado 1 episodio, serie de TV (voz)              |
| 2023      | Mulligan                                          | Rey Jeremy Fitzhogg                          | Elenco principal, serie de TV Netflix (6 episodios) |
| 2023      | David Holmes: The Boy Who Lived                   | El mismo                                     | Película documental Max, productor ejecutivo        |

### Obras de teatro
| Año       | Título                                           | Papel               | Lugar                          |
| --------- | ------------------------------------------------ | ------------------- | ------------------------------ |
| 2003      | The Play What I Wrote                            | Mono en polainas    | Wyndhams Theatre               |
| 2007—2008 | Equus                                            | Alan Strang         | Teatro Gielgud, Londres        |
| 2008—2009 | Equus                                            | Alan Strang         | Broadhurst Theatre, Nueva York |
| 2011—2012 | How to Succeed in Business Without Really Trying | J. Pierrepont Finch | Al Hirschfeld, Nueva York      |
| 2013      | The Cripple of Inishmaan                         | Billy               | Noël Coward Theatre, Londres   |
| 2014      | The Cripple of Inishmaan                         | Billy               | Cort Theatre, Nueva York       |
| 2016      | Privacy                                          | The Writer          | The Public Theater, Nueva York |
| 2018      | The Lifespan of a Fact                           | Fingal              | Studio 54, Nueva York          |
| 2020      | Endgame / Rough for Theatre II                   | Clov / A            | The Old Vic                    |
| 2022—2023 | Merrily We Roll Along                            | Charley Kringas     | New York Theatre Workshop      |
| 2023—2024 | Merrily We Roll Along                            | Charley Kringas     | Hudson Theatre, Nueva York     |

### Otros
| Año  | Proyecto          | Personaje | Notas                                              |
| ---- | ----------------- | --------- | -------------------------------------------------- |
| 2010 | Sonnet 130        | Narrador  | Parte de The Poetry Archive                        |
| 2010 | Legacy Of Hope    | Narrador  | Documental sobre los sobrevivientes del Holocausto |
| 2011 | I am Harry Potter | Él mismo  | Sketch Cómico de Funny or Die                      |

## Obras literarias
| Año  | Proyecto                               | Formato | Notas                                       |
| ---- | -------------------------------------- | ------- | ------------------------------------------- |
| 2006 | Away Days                              | Poesía  | Primer Poema Publicado                      |
| 2007 | Hocus Pocus                            | Libro   | Escrito por Paul Kieve                      |
| 2008 | The Love That Dare Not Speak Its Neigh | Canción | Presentado en el Festival Gypsy Of The Year |

## Discografía
| Año  | Proyecto                                         | Formato                           | Notas                                             |
| ---- | ------------------------------------------------ | --------------------------------- | ------------------------------------------------- |
| 2011 | How to Succeed in Business Without Really Trying | Original Broadway Cast Recording  | Se dio a conocer el 7 de junio de 2011            |
| 2011 | A Christmas Carol                                | Carols For A Cure 2011: Volume 13 | Álbum navideño benéfico                           |
| 2012 | Beginners                                        | Vídeo musical                     | Sencillo musical de la banda británica Slow Club. |

## Biografías
- Bankston, John. Daniel Radcliffe, Mitchell Lane Publishers, 2003. ISBN 1-58415-250-8
- Norwich, Grace. Daniel Radcliffe: No Ordinary Wizard, Simon Spotlight, 2005. ISBN 1-4169-1390-4
- Watson, Stephanie. Daniel Radcliffe: Film And Stage Star, Enslow Elementary, 2009. ISBN 0-7660-3209-4